# Owen Schumacher

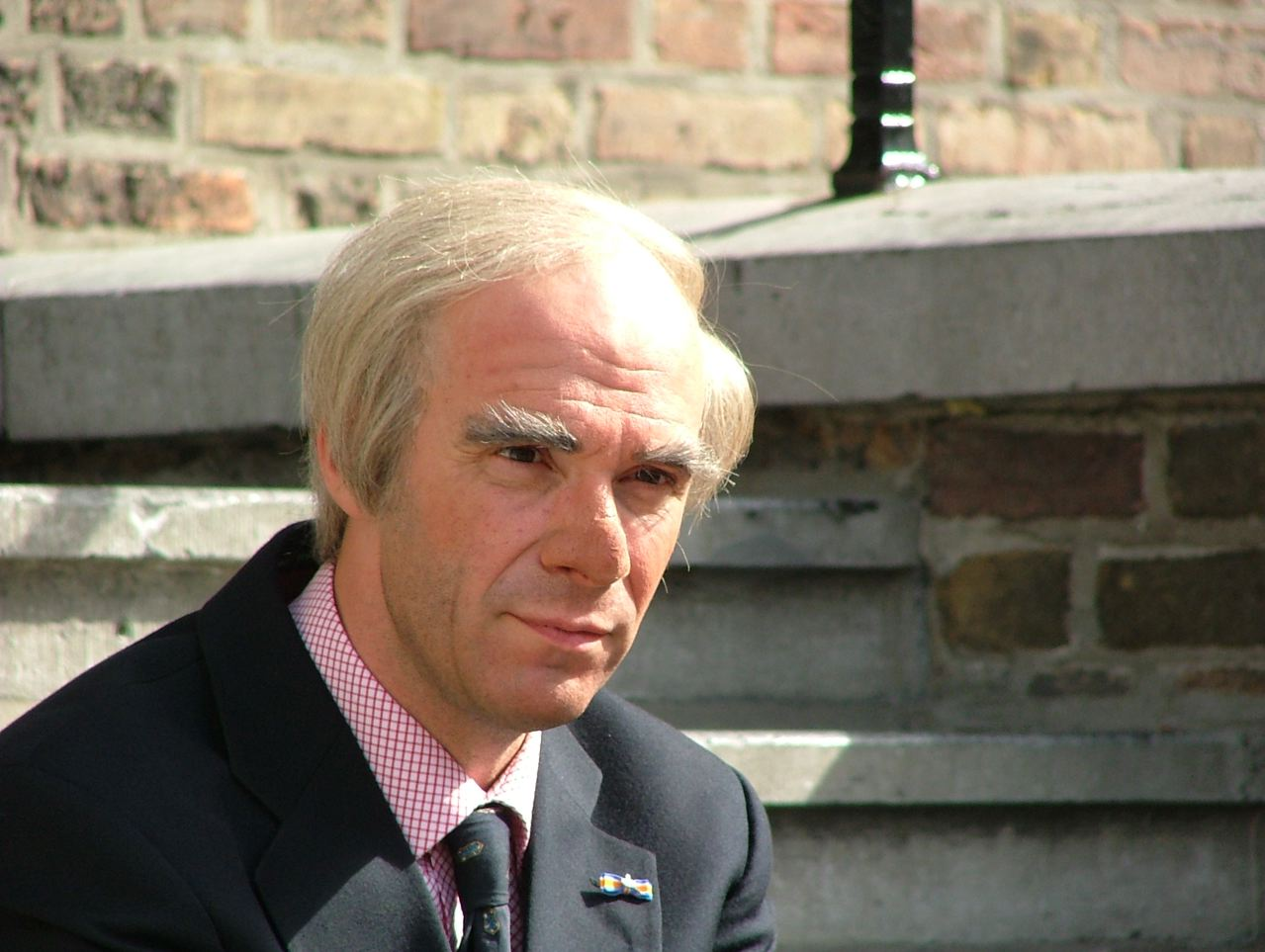
Owen Schumacher persifleert Frans Weisglas

Anton Owen Schumacher (Hilversum, 21 maart 1967) is een Nederlandse tekstschrijver, stand-upcomedian, presentator, jurist en acteur.

## Levensloop
Schumacher had in zijn jeugd al een voorliefde voor cabaret en toneel, maar werd op zeventienjarige leeftijd niet toegelaten tot de Kleinkunstacademie. In plaats daarvan ging hij Rechten studeren. Hij rondde zijn studie na ruim vier jaar af in twee richtingen (Nederlands recht en Internationaal recht). 

## Doorbraak
Tijdens zijn studie deed hij in 1986 met cabaretgroep 'De Rode Raaf' mee aan het Cameretten Festival, maar dat was geen groot succes. Na zijn afstuderen kwam hij in contact met Comedytrain, het podium voor stand-upcomedy in Nederland. Hij ging parttime werken als jurist, zodat hij zich in de resterende tijd kon storten op stand-upcomedy. Vanaf 1991 is hij een vaste waarde voor Comedytrain. Hij maakte ook tours langs comedyclubs in Engeland en de Verenigde Staten.
Doordat hij zich zo ontwikkelde als stand-upcomedian werd hij ook steeds meer gevraagd als tekstschrijver voor radio- en televisieprogramma's. Hij schreef onder andere teksten voor de televisieprogramma's Glamourland en Dit was het nieuws en het radioprogramma Spijkers met koppen. Vanaf 1997 maakte hij ook deel uit van het team van tekstschrijvers voor het televisieprogramma Kopspijkers. Hij speelde in dit programma ook af en toe mee in het cabaret, waarbij hij bekende Nederlanders persifleerde zoals Frank de Grave, Gerrit Zalm en Jan Peter Balkenende. In 2004 verliet hij Kopspijkers samen met Paul Groot om een eigen satirisch programma Koefnoen te gaan maken. Dit programma is vanaf september 2004 op televisie. In 2009 en vanaf 2017 is Schumacher jaarlijks te zien in het Sinterklaasjournaal als Malle Pietje.
Vanaf februari 2004 stond hij zelf op het toneel samen met Paul Groot, Plien van Bennekom en Bianca Krijgsman, in het door Paul Groot geschreven stuk Stessen.
In 2010 speelde hij enkele rollen in Van Zon op Zaterdag. In 2012 heeft hij zijn eigen documentaireprogramma Nep!. In 2014 was hij te zien in Wie is de Mol?. Hij was de tweede afvaller. 
Op 24 januari 2014 won hij het winterseizoen 2013/2014 van "De Slimste Mens" van Nederland van de NCRV. Sinds 27 juli 2015 werkt hij samen met Lucille Werner mee aan de Nederlandse versie van Pointless.
In 2019 maakte Schumacher de podcastserie Ik was jou, waarin hij personen interviewt die hij eerder persifleerde.
In 2022 speelde Schumacher de rol van Frederique Holywell in de derde editie van het televisieprogramma Scrooge Live.
- International Standard Name Identifier: 0000 0003 6896 6832
- MusicBrainz: 24a60509-bf1c-42e2-b8c2-486836aedaef
- Nederlandse Thesaurus van Auteursnamen: 256284202
- Virtual International Authority File: 284129146
- WorldCat: E39PBJrrBxG7rW3Kh7pRH7cHG3